# لي براون
لي براون (بالإنجليزية: Lee Brown)‏ (10 أغسطس 1990 في المملكة المتحدة - ) هو لاعب كرة قدم بريطاني في مركز الدفاع. شارك مع منتخب إنجلترا لكرة القدم C ‏. أما مع النوادي، فقد لعب مع كوينز بارك رينجرز وهايز وييدينغ يونايتد ‏ ونادي سالزبري سيتي ونادي بريستول روفيرز.

## وصلات خارجية
- لي براون على موقع قاعدة بيانات كرة القدم.إي يو (الإنجليزية)
- لي براون على موقع Soccerbase.com (لاعب) (الإنجليزية)